# Mistrzostwa Polski w Narciarstwie 1930
Mistrzostwa Polski w Narciarstwie 1930 – zawody sportowe, które odbyły się w 1930 w konkurencjach narciarskich w Polsce.

## Medaliści
| Dyscyplina               | Złoto                                 | Srebro                              | Brąz                                |
| Kombinacja norweska      | Karol Szostak SNPTT Zakopane          |                                     |                                     |
| Bieg seniorów na 18 km   | Zdzisław Motyka TS Wisła Zakopane     |                                     |                                     |
| Bieg seniorów na 50 km   | Zdzisław Motyka TS Wisła Zakopane     |                                     |                                     |
| Skoki seniorów           | Franciszek Cukier Sokół Zakopane      | Aleksander Rozmus TS Wisła Zakopane | Leopold Gajduszek WSC Bielsko-Biała |
| Bieg zjazdowy            | Władysław Suleja SNPTT Zakopane       |                                     |                                     |
| Bieg kobiet              | Bronisława Staszel-Polankowa ON Sokół |                                     |                                     |
| Bieg rozstawny 5 x 10 km | SNPTT Zakopane                        |                                     |                                     |